# Гороховое Поле
Гороховое Поле (тат. Борчаклы Яз) — деревня в Тюлячинском районе Татарстана, в верховье реки Нырса, в 23 км к юго-востоку от села Тюлячи. Входит в состав Айдаровского сельского поселения.
На 2018 г. — 8 жителей (русские).

## История
Деревня основана во 2-й половине XVIII века по одной из версий крещёными татарами из соседней д. Субаш, по другой версии ссыльным по фамилии Горохов, в честь которого далее была и названа деревня. Впоследствии сюда переселились русские крестьяне из деревень Комаровка Лаишевского уезда, Средняя Мёша и Никифорово Мамадышского уезда, Сосново-Вражск Чистопольского уезда. В XVIII — 1-й половине XIX веков жители относились к категориям государственных и удельных крестьян. Занимались земледелием, разведением скота, пчеловодством, огородничеством. В начале X века в Гороховом Поле функционировали Вознесенская церковь (построена в 1890 г.), земская школа (открыта в 1879 г.), 5 мелочных лавок. В этот период земельный надел сельской общины составлял 951 дес.
До 1920 г. деревня входила в Шеморбашскую волость Мамадышского уезда Казанской губернии. С 1920 г. в составе Мамадышского кантона Татарской АССР. С 10.08.1930 г. в Рыбно-Слободском, с 10.02.1935 г. в Тюлячинском, с 12.10.1959 г. в Сабинском, с 04.10.1991 г. в Тюлячинском районах.

## Население
| 1859 | 1897 | 1908 | 1926 | 1938 | 1949 | 1958 | 1970 | 1979 | 1989 | 2002 | 2018 |
| ---- | ---- | ---- | ---- | ---- | ---- | ---- | ---- | ---- | ---- | ---- | ---- |
| 356  | 625  | 741  | 657  | 501  | 332  | 249  | 168  | 76   | 26   | 21   | 8    |

## Известные люди из деревни Гороховое Поле
- Шарипов Ронис Накипович — генеральный директор ПАО «Туполев» (2020—2021)[1]
- Жарков Василий Никифорович — артист оперы (бас), заслуженный артист РСФСР